# Camptoneuromyia fulva
Camptoneuromyia fulva är en tvåvingeart som beskrevs av Ephraim Porter Felt 1908. Camptoneuromyia fulva ingår i släktet Camptoneuromyia och familjen gallmyggor. Inga underarter finns listade i Catalogue of Life.